# Principio di bigenitorialità
Il principio di bigenitorialità è una presunzione legale in base alla quale si ritiene che un bambino sia detentore del diritto a mantenere un rapporto stabile con entrambi i genitori, anche nel caso questi siano separati o divorziati, ogni qual volta non esistano impedimenti che giustifichino l'allontanamento di un genitore dal proprio figlio. Tale diritto si basa, in questa impostazione, sul fatto che essere genitori è un impegno che si prende nei confronti dei figli e non dell'altro genitore, per cui esso non può e non deve essere influenzato da un'eventuale separazione.
Né su di lui si può far ricadere la responsabilità di scelte separative dei genitori.
Il concetto di bigenitorialità o di genitorialità condivisa esiste da tempo in diverse discipline, ma per molto tempo veniva usato prevalentemente in riferimento alle famiglie unite.
Dopo la convenzione internazionale sui diritti dell'infanzia tenutasi a New York nel 1998, si è diffuso sempre di più il concetto che un bambino ha diritto ad avere un rapporto continuativo con entrambi i genitori, anche se i genitori si separano.
Così, man mano che questo principio prendeva piede, il concetto di bigenitorialità è stato esteso anche alla famiglia separata.
Relativamente all'Italia, il principio della bigenitorialità fu introdotto con la legge 54/2006.Benché il principio sia stato ribadito dalla corte di cassazione con ordinanza 28723/2020; la stessa cassazione, con sentenza del 24 marzo 2022, ha sancito che il diritto alla bigenitorialità è in ogni caso sempre subordinato a quello del benessere del minore e, quindi, non esiste obbligo di darvi corso.

## Cogenitorialità
Il mero accesso ad entrambe le figure parentali non è sufficiente per una crescita dei figli adeguata necessitando questi che i loro genitori possano educarli assieme attraverso forme di collaborazione genitoriale, cogenitorialità o coparenting in inglese o coparentalité in francese, ovvero in un triangolo relazionale genitori-figlio a cui viene riconosciuto un ruolo fondamentale per favorire un armonioso e sano sviluppo dei minori all'interno di una famiglia, anche se separata.